# 名倉潤
名倉潤（1968年11月4日—），日本男性搞笑藝人、主持人。出身於兵庫縣姬路市。搞笑組合海王星隊長，吐槽擔當，搭檔有原田泰造和堀內健。所屬經紀公司是渡邊娛樂。
妻子是藝人渡邊滿里奈，兩人於2002年共同出演節目《錢形金太郎》相識，2005年結婚。